# خصم نقدي

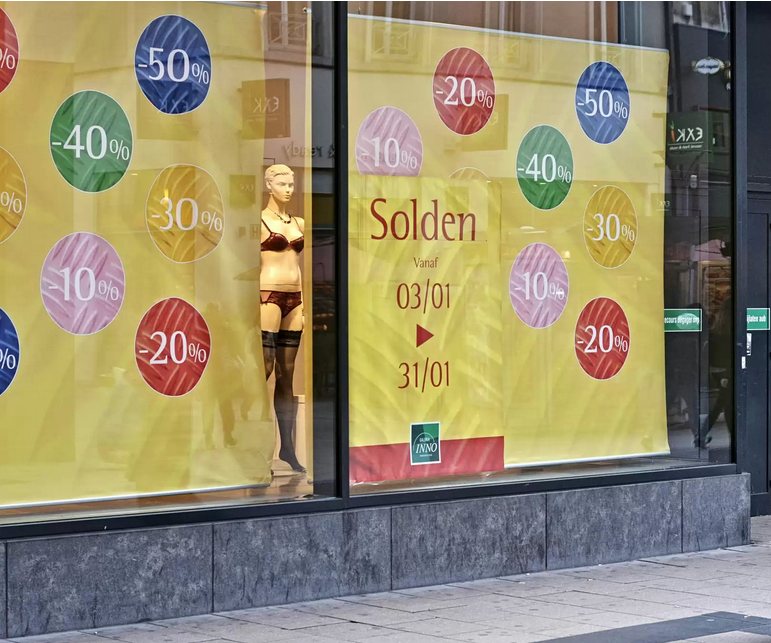

الخصم النقدي هو تخفيض يمنحه البائع للمشتري لحثه على السداد المبكر ويسجل في دفاتر البائع كتكلفة (مدين) ويسمى خصم مسموح به وفي دفاتر المشتري كايراد ( دائن ) ويسمى خصم مكتسب ينتج من سداد المشتريات الآجلة خلال فتره يحددها البائع للسداد وهو عبارة عن خصم نسبة مئوية (أو مبلغ متفق علية) يمنحه البائع للمشتري يتم أحتسابها من قيمة الدين إذا تم السداد خلال الفترة الزمنية المتفق عليهاويعتبر بالنسبة للبائع خسارة 
وبالنسبة للمشتري ربح .

## شروطه
1. أن تكون العملية على الحساب .
2. أن تكون مشروطة بالسداد خلال فترة زمنية محددة ومتفق عليها مسبقا .